# Pintures M. Vich
Pintures M. Vich és una obra de Girona inclosa a l'Inventari del Patrimoni Arquitectònic de Catalunya.

## Descripció
És un edifici de planta baixa, planta rectangular i situat en cantonada amb el carrer Carme Gubert, en una façana sense interès que mostra el frontó de la coberta a dues aigües i una porta actual de càrrega amb un ràfec. Està format per dos cossos, el de la dreta més alt i més important, amb quatre obertures d'arc rebaixat d'obra vista simètricament disposades, les dues centrals modificades, tapiant una part per obrir finestres actuals. La part més baixa té una porta del mateix estil, però de mides més reduïdes. La façana es clou amb ràfec volat de rajols a dent de serra al cos més alt i amb mènsules d'obra vista a l'altre cos. A la part baixa de la façana hi ha un 
sòcol de pedra picada.